# キム・ジョンハク (俳優)
キム・ジョンハク（朝鮮語: 김정학、1972年2月16日 - ）は、大韓民国の俳優。ソウル特別市出身。

## 出演作品

### 映画
- 2012年 -『간기남|』 감식과 刑事 役（友情出演）
- 2011年 -『오직 그대만』 미팀장 役
- 2010年 -『용서는 없다』パク検事（박 검사）役（友情出演）
- 2009年 -『부산』ピョン社長（변 사장）役
- 2008年 -『트럭』 担当医師（담당의사）役
- 2008年 -『강철중: 공공의 적 1-1』 キム刑事（김 형사） 役
- 2006年 -『창공으로』 한장호 役
- 2004年 -『빙우』 이명근 役
- 2002年 -『해안선』 キム上等兵（김 상병）役
- 2002年 -『아 유 레디?』 유강재 役
- 2002年 -『공공의 적』  キム刑事（김 형사）役
- 2001年 -『번지 점프를 하다』 차기석 役
- 1999年 -『カル (텔 미 썸딩)』 イ刑事（이 형사） 役
- 1999年 -『연풍연가』 감동하 役

### テレビドラマ
- 2012年 - tvN 毎日ドラマ『瑠璃<ガラス>の仮面유리 가면』 キム・ジュノ 김준호 役
- 2012年 - MBC 大河ドラマ『武神 (무신)』 チンピョ 진표 役
- 2011年 - MBC 水・木ドラマ『ロイヤルファミリー (로열 패밀리)』 チョ・ドンミン 조동민 役
- 2010年 - KBS2 水・木ドラマ『製パン王 キム・タック (제빵왕 김탁구)』ドクター・ユン(ユン・スンヒョン) 윤승현 役
- 2009年 - TvN ドラマ『ミセス・タウン 미세스 타운 - 남자가 죽었다』 ファン・ソンテ 役
- 2009年 - MBC 月・火ミニシリーズ『僕の妻はスーパーウーマン (내조의 여왕)』 ヤン課長 役
- 2008年 - KBS1 大河ドラマ『大王世宗 (대왕 세종)』 キム・ムン (김문) 役
- 2007年 - MBC 週末連続劇『カクテキ 깍두기 (드라마)|깍두기』 イ・ミンギ 이민기 役
- 2007年 - SBS ドラマスペシャル『完璧な恋人に出会う方法완벽한 이웃을 만나는 법』 チャ・ヨンジェ 차영재 役
- 2007年 - MBC 週末特別企画ドラマ『白い巨塔 (하얀거탑)』 イ・ジェミョン 변호사 役
- 2006年 - SBS 大河ドラマ『淵蓋蘇文 (연개소문)』 閼川 (알천) 役
- 2006年 - KBS1 大河ドラマ『ソウル1945 (서울 1945)』
- 2005年 - SBS 朝の連続劇『들꽃』 박민규 役
- 2005年 - MBC 週末特別企画ドラマ『第5共和国 (제5공화국)』ユン・サンウォン（尹祥源）(윤상원) 役
- 2004年 - KBS1 テレビ小説『あなたは星 (그대는 별)』 キム・ホンギ (김홍기) 役
- 2004年 - SBS ドラマスペシャル『日差しが降り注ぐ Sunlight Pours Down햇빛 쏟아지다』 チョン・サンウク 정상국 役
- 2002年 - MBC 水・木ミニシリーズ『I LOVE ヒョンジョン현정아 사랑해』 キム・ミンス 김민수 役
- 1997年 - MBC 水・木ドラマ『英雄神話영웅일기』 ヨンス 용수 役
- 1995年 - MBC 創作ドラマ『칠갑산』
- 1995年 - SBS 月・火ドラマ『砂時計 (모래시계)』 （高校生時代の）イ・ジョンド (이종도) 役